# 92e escadre de bombardement
La 92e escadre de bombardement est une ancienne unité de bombardement de l'armée de l'air française. Activée le 1er janvier 1957 à Cognac, elle est dissoute à Bordeaux-Mérignac le 1er septembre 1978.

## Historique

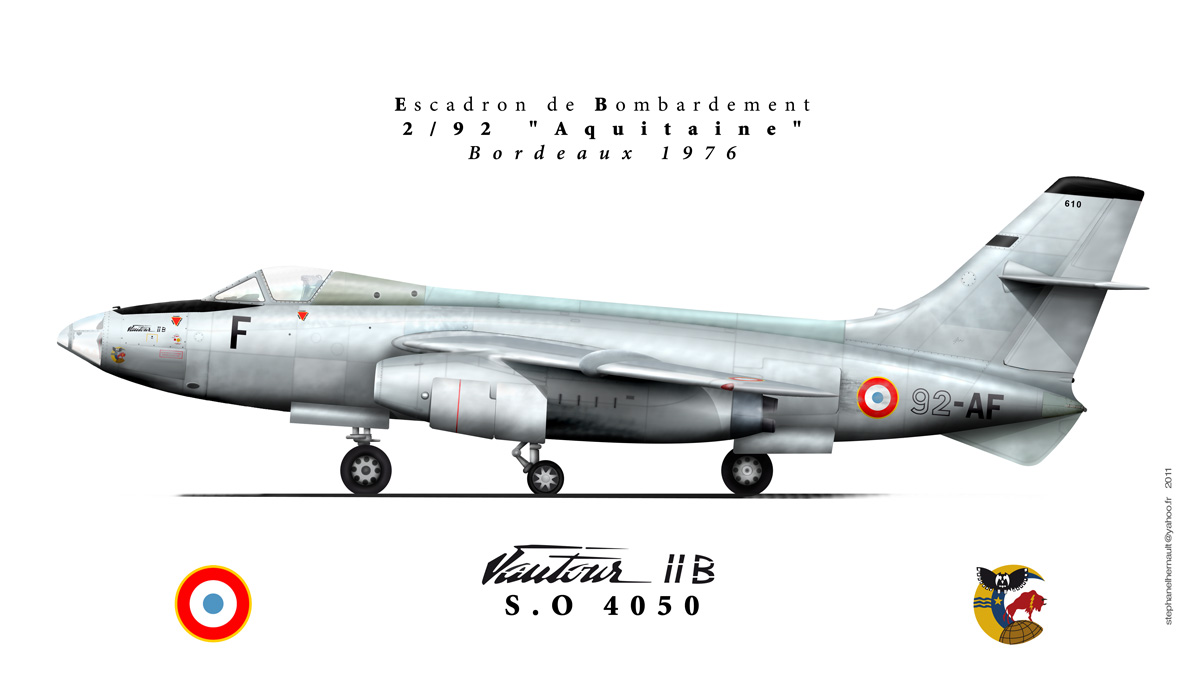
Vautour IIB du 2/92 Aquitaine

## Escadrons
- Escadron de bombardement 1/92 Bourgogne, dont les traditions ont été reprises par le Centre militaire d'observation par satellites (CMOS) le 5 juin 2014
- Escadron de bombardement 2/92 Aquitaine, devenu Escadron de transformation Rafale 2/92 Aquitaine depuis le 6 octobre 2010
- CIB 328 puis CIFAS 328

## Bases
- BA709 Cognac
- BA106 Bordeaux-Mérignac

## Appareils
- Vautour IIB